# Peter Leslie Smith

Bischofswappen von Peter Leslie Smith

Peter Leslie Smith (* 8. Februar 1958 in Pietermaritzburg) ist ein südafrikanischer römisch-katholischer Geistlicher und Weihbischof in Portland in Oregon.

## Leben
Peter Smith empfing am 9. Juni 2001 das Sakrament der Priesterweihe für das Erzbistum Portland in Oregon.
Am 4. März 2014 ernannte ihn Papst Franziskus zum Titularbischof von Tubunae in Mauretania und bestellte ihn zum Weihbischof in Portland in Oregon. Die Bischofsweihe spendete ihm der Erzbischof von Portland in Oregon, Alexander King Sample, am 29. April desselben Jahres. Mitkonsekratoren waren der Alterzbischof von Portland in Oregon, John George Vlazny, und der Bischof von Baker, Liam Stephen Cary.